# Estonia en los Juegos Olímpicos de Pekín 2022
Estonia estuvo representada en los Juegos Olímpicos de Pekín 2022 por un total de 26 deportistas que competirán en 8 deportes. Responsable del equipo olímpico es el Comité Olímpico Estonio, así como las federaciones deportivas nacionales de cada deporte con participación.
Los portadores de la bandera en la ceremonia de apertura fueron el esquiador de fondo Martin Himma y la esquiadora acrobática Kelly Sildaru.

## Medallistas
El equipo olímpico estonio obtuvo las siguientes medallas:
| Nombre        | Deporte          | Competición  |
| ------------- | ---------------- | ------------ |
| Oro           |                  |              |
| —             |                  |              |
| Plata         |                  |              |
| —             |                  |              |
| Bronce        |                  |              |
| Kelly Sildaru | Esquí acrobático | Slopestyle F |